# James Connor (Wasserspringer)
James „Jimmy“ Connor (* 5. Mai 1995 in Clayton) ist ein australischer Wasserspringer. Er startet im Kunst-, Turm- und Synchronspringen.
Connor begann seine Karriere beim Verein Gannets Diving Club in Melbourne zum Wasserspringen. Er trainiert seit 2010 unter Chen Xiangning am Leistungszentrum in Brisbane. Seine ersten internationalen Titelkämpfe bestritt er bei den Commonwealth Games 2010 in Delhi, wo er der jüngste Turmspringer war, der jemals an den Spielen teilgenommen hat. Im Einzelwettbewerb belegte er im Finale Rang neun. Im folgenden Jahr konnte er mit Ethan Warren im 10-m-Synchronspringen seinen ersten nationalen Titelgewinn feiern. Connor erreichte bei der nationalen Olympiaausscheidung 2012 im Turmspringen den zweiten Platz und qualifizierte sich für die Olympischen Spiele 2012 in London. Dort schied er mit Platz 20 aus.